# Trachycephalus venulosus
A Trachycephalus venulosus a kétéltűek (Amphibia) osztályának békák (Anura) rendjébe és a levelibéka-félék (Hylidae) családjába tartozó faj. Korábban a Phrynohyas nembe tartozott.

## Előfordulása
A faj a következő országokban található meg: Argentína, Belize, Bolívia, Brazília, Kolumbia, Costa Rica, Ecuador, Salvador, Francia Guyana, Guatemala, Guyana, Honduras, Mexikó, Nicaragua, Panama, Paraguay, Peru, Suriname, Trinidad és Tobago, Venezuela. Természetes élőhelye szubtrópusi vagy trópusi száraz erdők, szubtrópusi vagy trópusi nedves síkvidéki erdők, szubtrópusi vagy trópusi nedves bozótosok, szubtrópusi vagy trópusi száraz síkvidéki rétek, folyók, időszakos folyók, édesvizű tavak, édesvizű mocsarak, időszakos édesvizű mocsarak, művelt földek, legelők, ültetvények, kertek, lakott területek, erősen lepusztult erdők, víztárolók, pocsolyák.